# 镜城站
鏡城站（韓語：경성역）是朝鮮民主主義人民共和國咸鏡北道鏡城郡鏡城邑的一個鐵路車站，属于平罗线。

## 邻近车站
平羅線
龙岘站 - 鏡城站 - 生气岭站